# Campeonato Europeo de Baloncesto Femenino de 1950
El II Campeonato Europeo de Baloncesto Femenino se celebró en Budapest (Hungría) entre el 14 y el 20 de mayo de 1950 bajo la denominación EuroBasket Femenino 1950. El evento fue organizado por la Confederación Europea de Baloncesto (FIBA Europa) y la Federación Húngara de Baloncesto.
Un total de doce selecciones nacionales afiliadas a FIBA Europa compitieron por el título europeo, cuyo anterior portador era el equipo de la Unión Soviética, vencedor del EuroBasket 1938. 
La selección de la Unión Soviética se adjudicó la medalla de oro, la plata fue para Hungría y el bronce para Checoslovaquia.

## Plantilla del equipo campeón
- Unión Soviética:

Nina Maksimel'janova, Tamara Moiseeva, Raisa Mament'eva, Nina Maksimova, Lidia Alekséyeva, Evgenija Rjabuškina, Valentina Kopylova, Evdokija Rjabuškina, Nina Pimenova, Vera Haritonova, Vera Rjabuškina, Zoja Stasjuk, Julija Burdina. Seleccionador: Konstantin Travin